# Batalha de Cienfuegos
A Batalha de Cienfuegos, também conhecida como Incursão de Cienfuegos, foi um combate naval da Guerra Hispano-Americana, pretendida pela Marinha dos Estados Unidos para apertar o bloqueio a Cuba.

## Antecedentes
Os espanhóis estavam usando cabos submarinos como um meio de se comunicar, não só com o resto de Cuba, mas também o comando espanhol. Estes cabos tinham muitos cruzamentos principais, ou seja, uma costa perto de Cienfuegos. Os cabos conectados a Havana, o porto de Santiago, em seguida, ramificou-se a outras ilhas do Caribe, como a Jamaica. Os cabos corriam para fora de uma casa facilmente localizada, que continha um centro crítico para o sistema de cabos submarinos. Enquanto a casa poderia ser facilmente destruída, isto apenas iria provocar danos em grande parte superficiais, os quais poderiam ser facilmente reparados e o sistema voltaria a funcionar num curto período de tempo. Portanto, o comando decidiu que os três cabos de saída para o mar seriam cortados em vários lugares, prejudicando muito as comunicações entre a Espanha e as suas operações em Cuba. Esse dano seria muito mais difícil de reparar, pois os cabos tinham quase cinco centímetros de diâmetro, o que tornava o corte e, por extensão, o reparo deles, uma tarefa difícil.
Para a missão, os cruzadores USS Marblehead e USS Nashville , além da chalupa da receita USS Windom, foram despachados sob o comando do capitão Bowman H. McCalla para cortá-los.

## Batalha

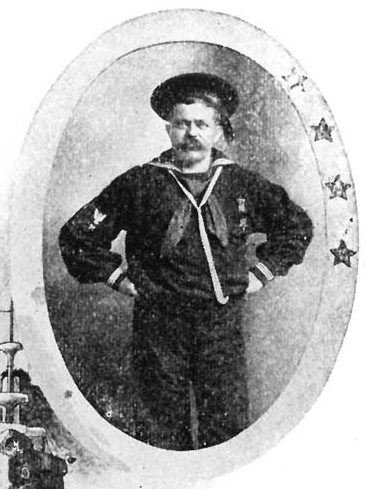
O marinheiro William Meyer premiado com a Medalha de Honra.

O Marblehead e o Nashville abriram fogo contra o teleférico às 6h45 do dia 11 de maio de 1898. Muito rapidamente, a casa dos cabos desabou com os disparos dos dois navios de guerra. Dez minutos depois, às 6h55, os navios de guerra despacharam seus barcos de trabalho, cada um transportando uma tripulação mínima de dezesseis pessoas, a fim de minimizar o risco de baixas. O elemento surpresa foi rapidamente perdido, quando um cavaleiro espanhol avistou os navios a caminho da praia.
Os barcos estavam a cerca de 30 metros da costa quando os marinheiros avistaram o primeiro dos cabos a cerca de 6 metros de profundidade. Este cabo específico corria para o leste e ligava Cienfuegos a Santiago.
Embora o primeiro cabo estivesse fora da linha de fogo, o segundo cabo não era tão fácil de cortar. Devido à formação de corais, o cabo era muito difícil de prender para trazê-lo à superfície e cortá-lo. As forças espanholas também estavam muito mais próximas do segundo cabo, pelo que a tripulação teve de enfrentar ambos os problemas. Para suprimir o aumento do fogo das forças espanholas, ambos os navios de guerra aumentaram o seu bombardeamento. Quando a equipe de ataque içou o segundo cabo para cortá-lo, eles descobriram um terceiro cabo menor. Depois que o segundo foi cortado, eles seguiram em frente para encontrar o terceiro e último cabo. No entanto, não conseguiram, pois um grande contingente de forças espanholas chegou de Cienfuegos e arredores, e assumiram posições em Punta de la Colorados para repelir o que na época pensavam ser uma invasão em grande escala. Sob a cobertura da grama alta e dos arbustos do chaparral, os reforços conseguiram rastejar sem serem vistos nas valas e trincheiras de fuzis, até mesmo no farol. Localizar e içar novamente o terceiro cabo levou os barcos perigosamente perto das posições espanholas, com ambos os barcos a 30 metros da costa e a 60 metros das trincheiras espanholas. Por causa do barulho do mar e do vento, os americanos a princípio não perceberam o aumento do fogo; e os fuzis Mauser dos espanhóis usavam pólvora sem fumaça, de modo que os homens nos barcos não podiam ver os disparos. A única evidência dos tiros para os homens a bordo dos barcos eram os pequenos respingos que as balas faziam ao atingir a água.
Apesar do bombardeiro naval, os espanhóis mantiveram as suas posições e dispararam contra os incursores. A persistência espanhola levou às primeiras baixas americanas na Guerra Hispano-Americana. A bordo do Marblehead, um dos fuzileiros navais, Patrick Regan, foi morto ao ser atingido por uma bala na cabeça. Outro homem no Nashville também foi atingido e derrubado no convés. Um canhão de campanha espanhol e metralhadoras abriram fogo, forçando a força naval americana a abandonar a missão e recuar. Às 10h15, a operação terminou.

## Consequências
Depois de um tiroteio tenso que durou uma hora, dois cabos foram cortados e os marinheiros e fuzileiros navais se retiraram, mas o terceiro cabo perto da costa permaneceu intocado. Um fuzileiro naval foi morto, um marinheiro morreria mais tarde devido aos ferimentos e vários homens ficaram gravemente feridos.
Cinquenta e dois marinheiros e fuzileiros navais foram premiados com a Medalha de Honra por "um exemplo de coragem extraordinária e frieza sob fogo".